# 10. siječnja
10. siječnja (10. 1.) 10. je dan godine po gregorijanskom kalendaru.
Do kraja godine ima još 355 dana (356 u prijestupnoj godini).

## Događaji
- 49. pr. Kr. – Julije Cezar, izgovarajući čuvenu rečenicu: "Kocka je bačena", prelazi rječicu Rubikon i započinje građanski rat.
- 236. – Fabijan postao papa
- 1776. – Thomas Paine objavio Zdrav razum, gdje podupire Deklaraciju nezavisnosti.
- 1835. – Uz drugi broj Novina Horvatzkih (Narodne novine), izlazi i njihov književni prilog: Danicza Horvatzka, Slavonzka y Dalmatinzka.
- 1897. – U Pragu počinje izlaziti Hrvatska misao.
- 1901. – Antun Lučić, pomorski časnik i mineralog, otvorio je prvu naftnu bušotinu u Teksasu u mjestu Spindletop, kraj Beaumonta.
- 1920. – osnovana Liga naroda.

| - 1775. – André-Marie Ampère, francuski fizičar i matematičar († 1836.) - 1869. – Grigorij Rasputin, ruski svećenik i vidovnjak - 1880. – Manuel Azaña, španjolski političar, premijer i predsjednik († 1940.) - 1883. – Aleksej Nikolajevič Tolstoj, ruski pisac - 1902. – Dobriša Cesarić, hrvatski pjesnik, čija lirika, zbog jednostavnosti i jasnoće, uživa veliku popularnost u širokim čitalačkim krugovima († 1980.) - 1911. – Lucija Rudan, hrvatska pjesnikinja († 2005.) - 1913. – Gustáv Husák, slovački političar, komunistički vođa Čehoslovačke († 1991.) - 1919. – Janko Bobetko, general Hrvatske vojske († 2003.) - 1924. – Mladen Raukar, hrvatski pijanist, televizijski urednik i redatelj († 1999.) - 1934. – Leonid Kravčuk, 1. predsjednik samostalne Ukrajine - 1938. – Donald Knuth, američki programer - 1944. – Frank Sinatra mlađi, američki pjevač - 1945. – Rod Stewart, engleski pjevač - 1948. – Nikola Plećaš, hrvatski košarkaš - 1949. – George Foreman, američki boksač - 1968. – Dragana Mirković, srpska folk pjevačica - 1978. – Daniel Friberg, švedski poduzetnik, poslovni savjetnik, analitičar tržišta, politički aktivist, pisac i izlagač - 1992. – Šime Vrsaljko, hrvatski nogometaš | - 1276. – Grgur X., papa (* oko 1210.) - 1778. – Carl von Linne, jedan od najvećih deskriptivnih botaničara svih vremena (* 1707.) - 1862. – Samuel Colt, američki izumitelj revolvera (* 1814.) - 1917. – Buffalo Bill, američki vojnik, tragač i lovac (* 1846.) - 1957. – Gabriela Mistral, čileanska pjesnikinja (* 1889.) - 1971. – Gabrielle "Coco" Chanel, francuska modna dizajnerica (* 1883.) - 1981. – Franko Winter, hrvatski političar (* 1926.) - 1998. – Josip Pankretić, hrvatski političar (* 1933.) - 2007. – Carlo Ponti, talijanski filmski producent (* 1912.) - 2011. – Boško Petrović, hrvatski glazbenik (* 1935.) - 2016. – David Bowie, britanski rock glazbenik, skladatelj, producent, aranžer i glumac (* 1947.) - 2017. – Clare Hollingworth, engleska ratna izvjestiteljica i publicistkinja (* 1911.) - 2020. - Neda Arnerić, srpska glumica (* 1953.) - Vladimir Davidović, hrvatski glumac * (1949.) - Qaboos bin Said al Said, omanski sultan (* 1940.) - 2023. – Fabijan Lovrić, bosanskohercegovački i hrvatski pjesnik (* 1953.) |

## Blagdani i spomendani
- Svjetski dan smijeha
- Dan sv. Petra I. Orseola
- Dan sv. Agatona

## Imendani
- Agaton
- Ado
- Dobroslav
- Dobriša